# HGTV
A HGTV (a Home and Garden Television rövidítése) a Discovery kertészkedőknek és barkácsolóknak szóló tévécsatornája. 1994. december 1-jén indult el az USA-ban. Magyarországon 2020. január 1-jén indult a DIGI kínálatában, először kísérleti jelleggel angol nyelven, majd 2020. március 30-tól magyar szinkronnal.
Magyarországon a csatorna hangja Pupos Tímea.

## Története
2019 májusi indulása óta a HGTV három hónapos tartalomblokkja a TLC-n 75 százalékos átlagnézettség-növekedést hozott, erősítve ezzel a TLC pozícióját az életmód- és szórakoztató csatornák között. A figyelemreméltó eredmények miatt a Discovery ezután úgy döntött, hogy 2019 végéig folytatja a HGTV-blokkot, így a TLC nézői tovább élvezhették a legjobb lakásfelújító és álomotthon-kereső sorozatokat.
2019 májusában a csatorna három kedvenc sorozata, a Feljavítók, a Lottó-lakás és a Házvadászok nagy sikerrel szerepelt a TLC műsorán. A TLC-n 2019 május – július között futó szombati HGTV műsorblokk átlagnézettsége 75 százalékkal haladta meg az azonos műsorsáv előző három hónapban mért átlagnézettségét a 18-49 éves női nézők körében, a legnézettebb műsorok a Lottó-lakás és a Házvadászok voltak.

Az eredmények megerősítették a HGTV egyedülálló pozícióját a lakásfelújítással és ingatlanokkal kapcsolatos, valóságon alapuló tartalmak terén, és lendületet adtak a csatorna gyorsított bevezetési tervének Európában.
„A HGTV sorozatai nagyon jól működtek a műsorblokk májusi elindítása óta a magyar TLC-n, ami bizonyítja, hogy az otthon és kert témája hihetetlenül népszerű Magyarországon is – mondta Andrey Stoychev, a Discovery CEEMCA üzletfejlesztésért és terjesztésért felelős vezetője. – Tovább teszteljük, hogy a műfaj népszerűsége visszaigazolja-e kutatási adatainkat  a magyar nézők nyitottságáról a hasonló típusú tartalmakra. Folyamatosan tárgyalunk üzleti partnereinkkel azzal a céllal, hogy 2020-tól a HGTV csatorna teljes mértékben elérhető legyen a magyar piac számára”.

A HGTV blokk az önálló csatorna indulásáig hétköznap 13 órakor, szombatonként pedig 14-18 óra között volt látható a TLC műsorán, A szomszéd háza zöldebb, a Házvadászok – apró otthonok és az Adok-veszek ingatlant! című sorozatokkal.

## Vételi lehetőségek

### HGTV SD
- Műhold: Intelsat 10-02
- Pozíció: 0.8˚
- WestTransponder: 312
- Moduláció: DVB-S QPSK MPEG2
- Frekvencia: 12.723 MHz
- Polarizáció: Horizontális
- SR: 27,5 MS/s
- FEC: 3/4
- SID: 3410
- Titkosítás: Nagravision 3
- Video-azonosító: 4030
- Hangnyelvek: Angol (4031), Magyar (4035)
- Felirat: Román (964)

### HGTV HD
- Műhold: Astra 4A
- Pozíció: 4.8˚
- EastTransponder: B34
- Moduláció: DVB-S2 8PSK MPEG4-AVC
- Frekvencia: 12.360 MHz
- Polarizáció: Vertikális
- SR: 27,5 MS/s
- FEC: 5/6
- SID: 300
- Titkosítás: Viaccess 5.0, Viaccess 6.0
- Video-azonosító: 300 (High Definition)
- Hangnyelvek: Angol (301)